# Льюисская миза
Льюисская миза (также известно как Льюисское соглашение[a]) — документ, подписанный 14 мая 1264 года между английским королём Генрихом III и его восставшими баронами, возглавляемыми Симоном де Монфором. Документ был подписан в день битвы при Льюисе, одного из двух главных сражений Второй баронской войны. Сам конфликт между королём и знатью был вызван ростом влияния иностранцев при дворе Генриха и ростом налогов. В 1258 году Генрих был вынужден подписать Оксфордские провизии, существенно ограничившие власть короля и передавшие управление страной в руки избранного совета из высшей знати, но в дальнейшем этот документ им не соблюдался. В 1263 году стороны, во избежание гражданской войны, передали свой спор на арбитраж французского короля Людовика IX. Тот являлся твёрдым сторонником королевской прерогативы и вынес решение в пользу царственного коллеги. Для баронов подобный исход был неприемлемым, и вскоре начались военные действия.
Документ был подписан в тот же день, когда войска де Монфора в битве при Льюисе разгромили королевские силы. Условия договора неизвестны, хотя очевидно, что он являлся предпосылкой для дальнейших переговоров. Попытки мирным путём урегулировать отношения между двумя сторонами не удались, в то время как поддержка правительства Симона де Монфора падала. Старший сын короля принц Эдвард начал военные действия, окончившиеся победой при Ившэме в августе 1265 года. Лидер восставших был убит на поле боя, а остатки движения продолжали сопротивляться вплоть до конца 1266 года, когда смогли получить амнистию по условиям Кенилуэртского приговора.

## Предыстория
К 1264 году правление Генриха III было омрачено спорами между ним и знатью, причинами которых было сразу несколько вещей:
1. Влияние двух групп королевских фаворитов при дворе: Савояров (родственников матери королевы Элеоноры Прованской) и королевских сводных братьев[1].
2. В 1254 году король принял предложение папы римского Иннокентия IV принять корону Сицилии для своего младшего сына принца Эдмунда. Титул вместе с островом принадлежал немецкой династии Гогенштауфенов, и борьба с ними обещала быть весьма дорогой[2].
3. Личный конфликт между Генрихом и графом Лестера Симоном де Монфором, который изначально был его другом и в 1238 году женился на его сестре Элеаноре[3].

Вскоре Монфор стал лидером оппозиции вместе с Ричардом де Клером. В 1258 году Генрих был вынужден подписать Оксфордские провизии, по которым контроль над правительством передавался совету из высшей знати. В 1259 году баронская программа реформ была доработана в Вестминстерских провизиях.
Этот документ функционировал три года, в это время старший сын короля Эдуард был в союзе с оппозиционерами. В 1261 году Генрих получил папскую отмену провизий, восстанавливавшую его власть над государством. Но следующие два года только ухудшили ситуацию: ему не удалось примириться с Монфором, к которому присоединился сын Ричарда де Клера Гилберт. В апреле 1263 года Монфор возвратился в страну после длительного пребывания во Франции, чем усилил движение реформаторов. 16 июля Генрих был окружён восставшими в лондонском Тауэре, после чего повторно принял условия провизий. Принц Эдуард окончательно встал на сторону своего отца, и в октябре захватил Виндзорский замок, чем вызвал начало распада в альянсе баронов. В такой ситуации Симон де Монфор согласился принять перемирие и передать вопрос на рассмотрение французскому королю.
Де Монфор был вынужден заключить перемирие и согласиться на арбитраж у французского короля Людовика IX. Созданные последним Амьенские мизы были полностью в пользу Генриха III и отменяли действие провизий. Документ не смог решить конфликт, а стал лишь дополнительным поводом для его разрешения силовыми методами. Военные действия начались в феврале с атаки сыновьями Симона Генри и Симоном на владения Роджера Мортимера в Валлийской марке. Генрих созвал собственных феодалов, и королевская армия одержала победу в Нортгемптоне, где пленила младшего Симона. Лондон контролировался сторонниками Монфора-старшего, а власть короля признавали Кент и Сассекс. Монфор отправился из столицы для переговоров, но требование сохранить действие положений было отвергнуто монархом. Единственным выходом оставалась война, и 14 мая 1264 года армии столкнулись у города Льюис, где, не взирая на численный перевес, победили бароны.

## Содержание
В связи с отсутствием каких-либо документов, посвящённых содержанию и обстоятельствам подписания Льюисской мизы, среди историков по этим вопросам идут серьёзные споры. В статье от 1933 года историк Ноэль Денхольм-Младший предложил гипотезу о том, какие могли быть основные пункты договора. В первую очередь — принц Эдуард и его кузен Генрих Алеманский должны были быть отправлены к баронам в качестве заложников. Во вторых — взятые в плен при Нортгемптоне представители оппозиции должны были быть освобождены. В третьих — взявшие заложников из королевской армии в битве при Льюисе получали выкуп. И наконец, комитет из французской знати и священников должны провести арбитраж для итогового соглашения. Этой концепции в дальнейшем активно следовали другие историки.
Спорным пунктом в статье английского историка было утверждение, что в Льюисской мизе никак не упоминаются Оксфордские провизии. В статье 1983 года её оспорил историк Джон Мэддикотт, по мнению которого провизии являлись основой оппозиции де Монфора к королю на протяжении шести лет, и было бы маловероятно допустить, что он мог от них так легко отказаться. Тем не менее лидер восставших продемонстрировал готовность к переговорам на примере действий положений. Следовательно документ являлся сбалансированным; и де Монфор не желал повторения ситуации после принятия Амьенской мизы. Скорее всего, на провал в переговорах повлияли не подконтрольные ему обстоятельства.
Эта интерпретация в свою очередь была оспорена историком Дэвидом Карпентером спустя два года. По его мнению, де Монфор не имел намерений идти во всём на компромисс с роялистами, а сам документ был создан до битвы при Льюисе, а не после, как считалось раньше. Это поставило феодала в ситуацию, когда уступками можно было прекратить военные действия. После окончания сражения и получения власти над правительством, де Монфору больше не требовалось договариваться со сторонниками короля, из-за чего военные действия и продолжились. Эта датировка позже была оспорена Д. У. Бёртоном, считавшем, что подписание произошло после битвы.

## Последствия
Правительство де Монфора вскоре столкнулось с рядом проблем: пустой казной и угрозой вторжения изгнанных роялистов с территории континентальной Франции. Из-за бездействия французского арбитража было решено создать временную администрацию из Симона де Монфора, Гилберта де Клера и епископа Чичестера Стивена Берстеда. Они вошли в состав избранного совета из девяти участников, который должен был управлять страной до заключения полновесного мирного договора. Кентерберийский договор в августе 1264 года, с более жёсткими условиями, был также подписан Генрихом и Эдуардом. По нему новая форма правления страной действовала бы весь период правления Генриха III и неопределённый период — его сына Эдуарда. Для сохранения безопасности границ после битвы при Льюисе были освобождены Роджер Мортимер и другие английские лорды Валлийской марки. В декабре де Монфор заставил Мортимера, Роджера де Клиффорда и Роджера де Лейборна пообещать отправится в Ирландию. В январе 1265 года он созвал в Лестере парламент, прозванный парламентом Монфора, членами которого впервые стали представители графств и округов. Там он смог заручиться общественной поддержкой на своё будущее правление.
Правительство под руководством Симона де Монфора вскоре столкнулось с проблемами. Заключённый им 22 июня 1265 года с принцем Гвинеда и Уэльса Лливелином ап Грифидом «Пиптонский договор» о союзе, сделал его фигуру непопулярной среди английских правителей Валлийской Марки. В мае Эдуард смог осуществить побег при поддержке Гилберта де Клера, который вскоре встал на сторону короля. Принц начал военную кампанию по отвоёвыванию земель, в то время как Монфор подавлял восстания в марках, которые были подавлены с помощью Грифида, после чего направился на восток для объединения со своим сыном Симоном. Эдуарду удалось быстрее настигнуть и загнать Симона-младшего в замок Кенилуэрт, и 4 августа 1265 года Монфор был вынужден в невыгодных для себя условиях дать бой у Ившема превосходящим силам противника. Сражение быстро превратилось в резню, Симон был вскоре убит и расчленён прямо на поле боя. Несмотря на это, сопротивление королевской власти продолжалось, символом которого стал замок Кенилуэрт. В октябре 1266 года Кенилуэртский приговор предоставил участникам восстания амнистию, и к концу года гарнизон сдался.

## Комментарии
a. ^  «Mise» в этом контексте означает соглашение. Использование этого термина в таком смысле в английском языке весьма редкое, и обычно используется для Амьенских и Льюисских миз. Само слово является женским причастием от французского глагола mettre (ставить), произносимого /ˈmiːz/.